# 広田駅
広田駅（ひろたえき）は、福島県会津若松市河東町広田字中島戊（なかじまぼ）にある、東日本旅客鉄道（JR東日本）・日本貨物鉄道（JR貨物）磐越西線の駅である。

## 歴史
- 1899年（明治32年）7月15日：岩越鉄道・山潟（現：上戸）- 会津若松間開通と同時に開業[3]。一般駅[4]。
- 1906年（明治39年）11月1日：岩越鉄道が国有化され、官設鉄道の駅となる[3]。
- 1939年（昭和14年）3月：駅舎を改築する。
- 1982年（昭和57年）8月1日：専用線発着を除く車扱貨物の取り扱いを廃止[4]。
- 1983年（昭和58年）3月10日：荷物の取り扱いを廃止[4]。
- 1987年（昭和62年）4月1日：国鉄分割民営化により、JR東日本・JR貨物の駅となる[4][5]。
- 2007年（平成19年）3月15日：貨物列車の最終運行日。
- 2008年（平成20年）
  - 1月16日：プレハブの仮駅舎を設置[6]。
  - 6月22日：新駅舎が完成し、使用を開始[7]。
- 2024年（令和6年）10月1日：えきねっとQチケのサービスを開始[1][8]。

## 駅構造
相対式ホーム2面2線を有する地上駅である。かつては単式ホーム1面1線と島式ホーム1面2線の計2面3線のホームを有していたが、旧・3番線は信号機の使用を停止している。互いのホームは構内踏切で連絡している。
あいづ統括センター（会津若松駅）管理の無人駅である。有人駅時代に建てられた木造の駅舎があったが、2007年（平成19年）12月に火災が発生し、半焼した。火災前の駅舎は、事務室の部分が「まちの駅 河東」として利用され、待合所の改札口脇に近距離乗車券の自動券売機が設置されていた。待合室内部は無事だったが、火元となった倉庫やホーム側の雁木、信号設備のあった部分は焼失した。
焼失した旧駅舎に代わる新駅舎は2008年（平成20年）6月に完成し、使用が開始された。新駅舎は、鉄骨平屋建て床面積85平方メートルとなっており、会津らしさを意識した和風の外観で、無人駅のため周辺から見通せるよう窓を多くし、死角を極力減らした。建設費は約3,000万円。

### のりば
| 番線 | 路線      | 方向 | 行先         |
| ---- | --------- | ---- | ------------ |
| 1    | ■磐越西線 | 上り | 郡山方面     |
| 2    | ■磐越西線 | 下り | 会津若松方面 |

かつては猪苗代第四発電所建設時に、東京電燈（現・東京電力）の専用軌道である広田専用軌道が当駅に接続していた。

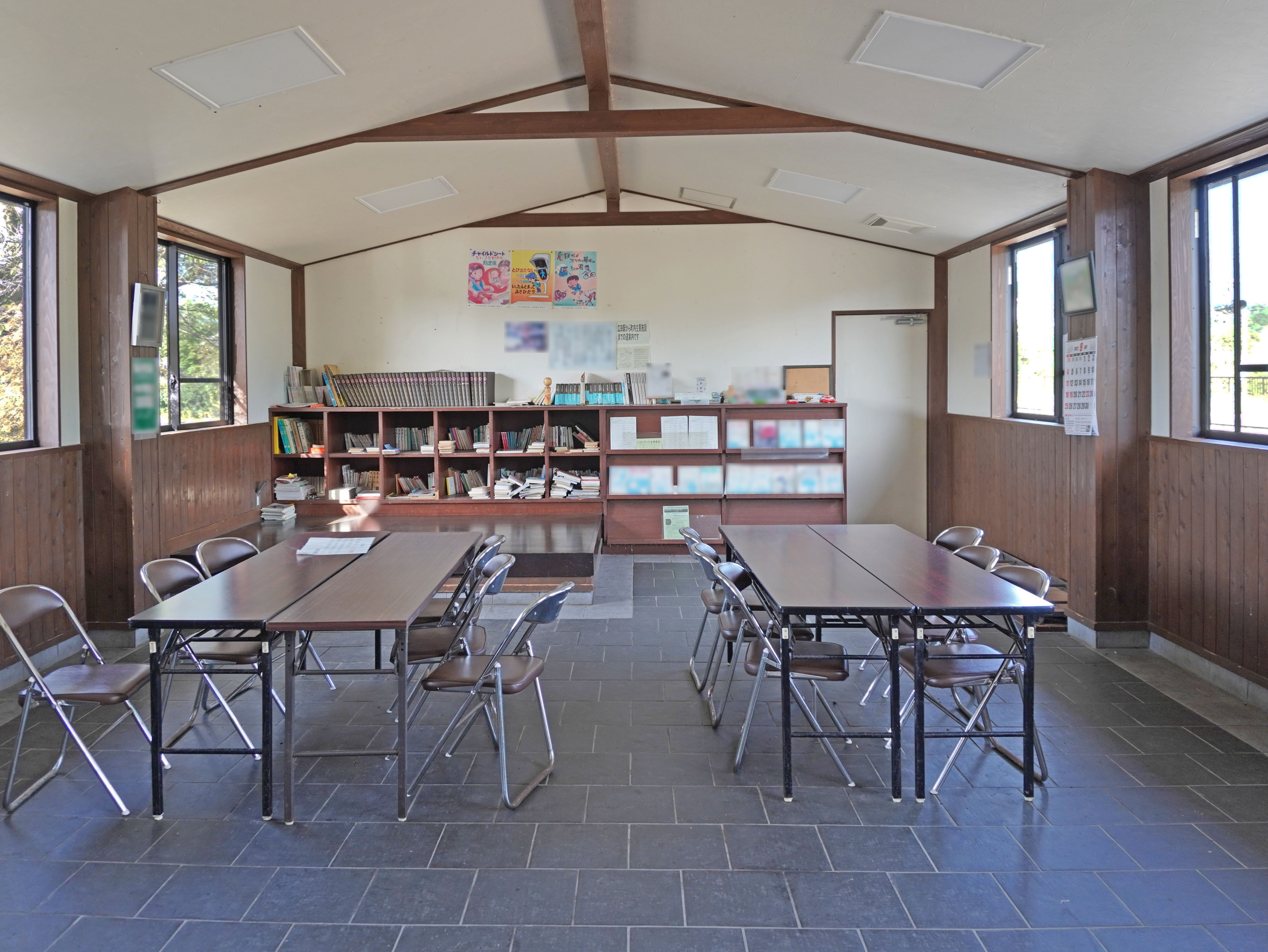
待合室（2022年9月）
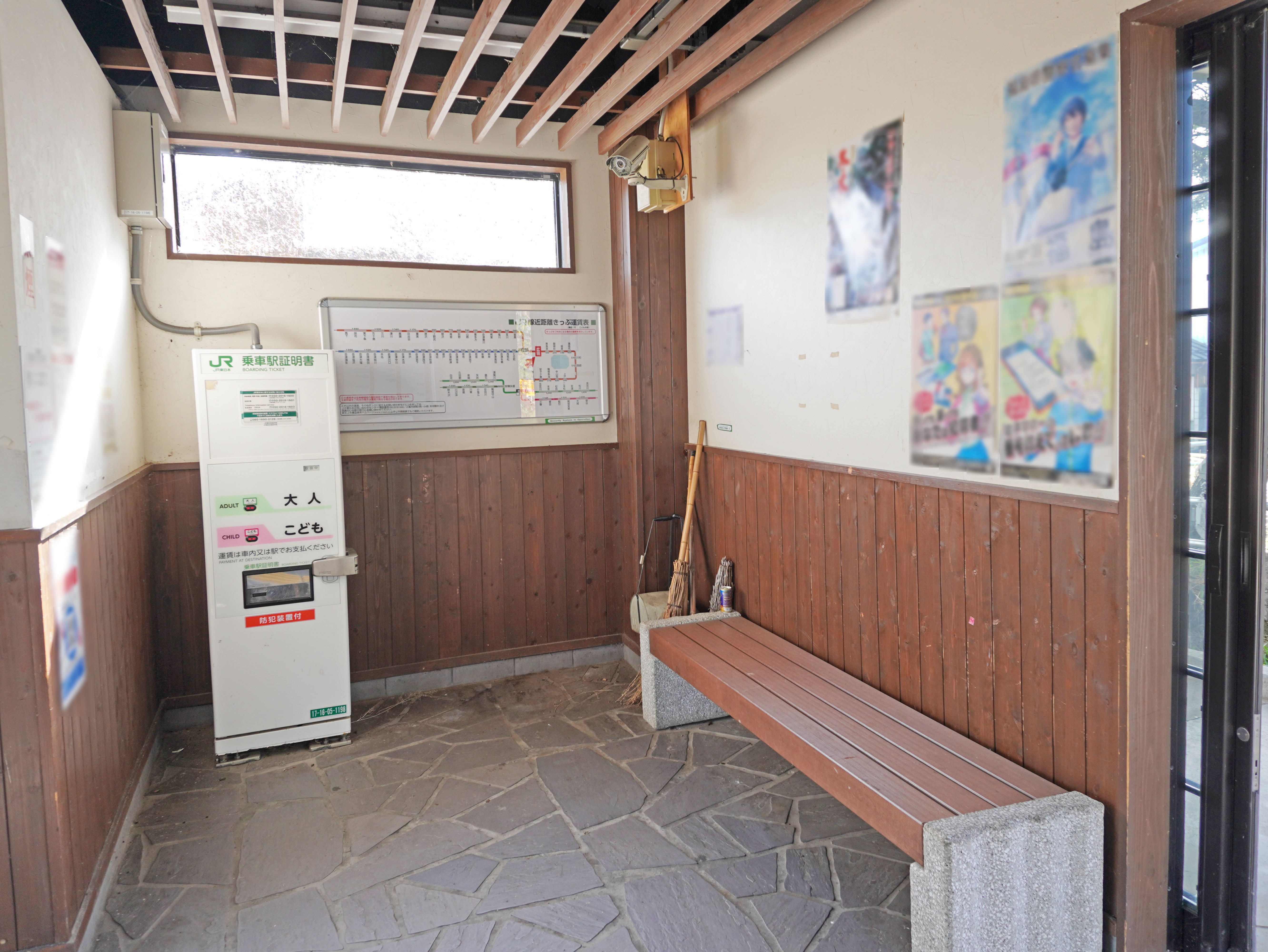
乗車駅証明書発行機（2022年9月）
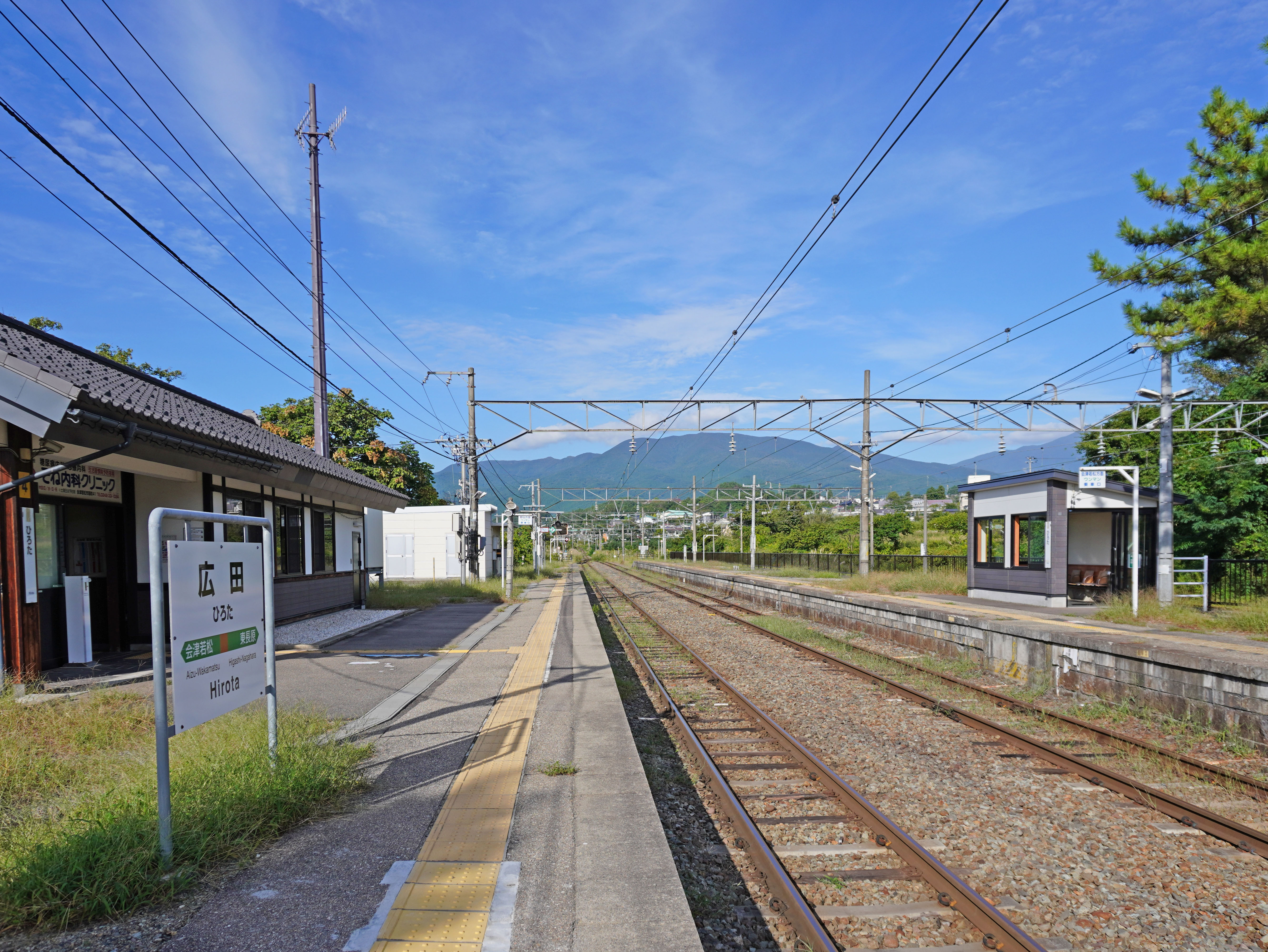
ホーム（2022年9月）
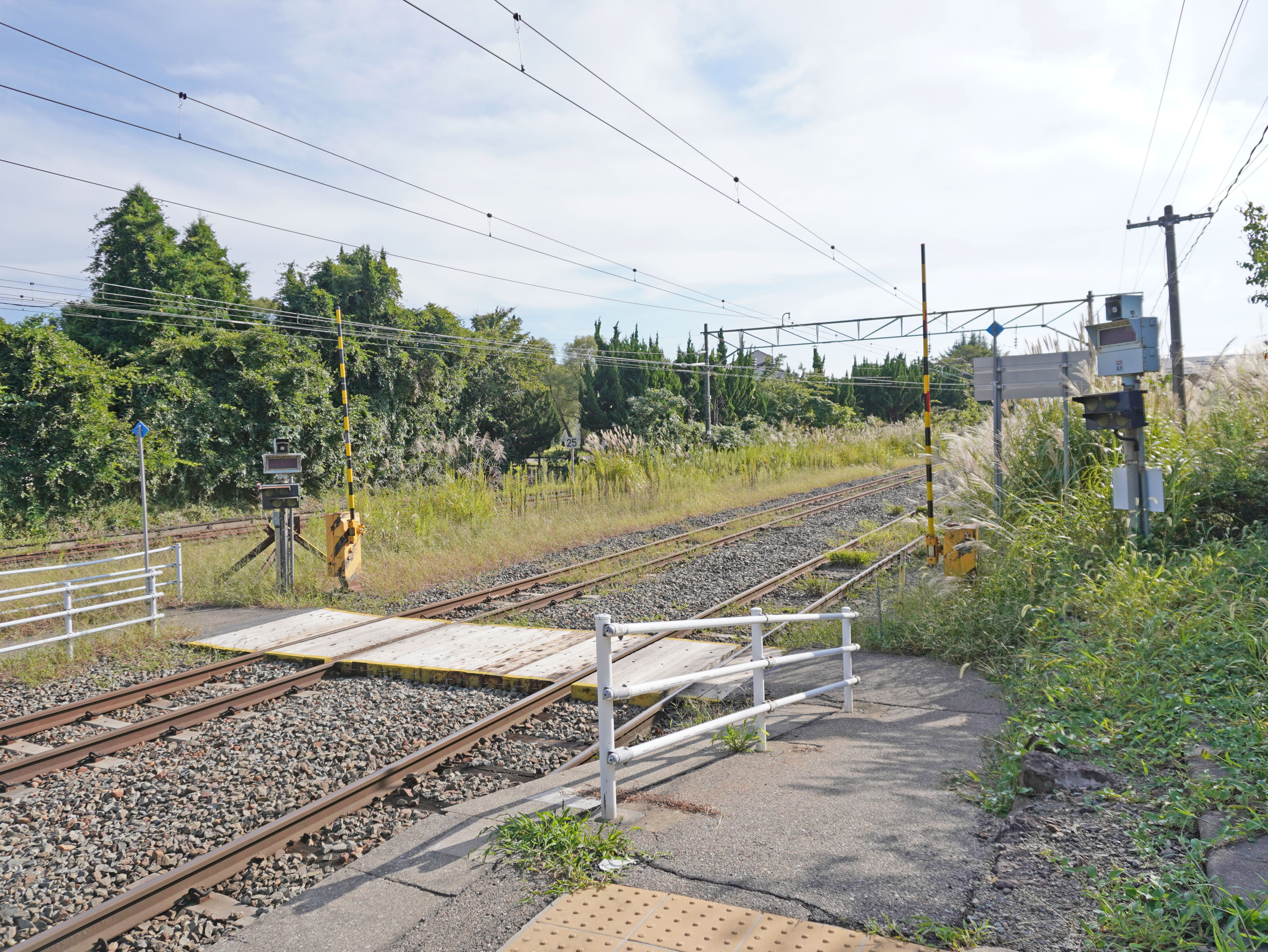
構内踏切（2022年9月）
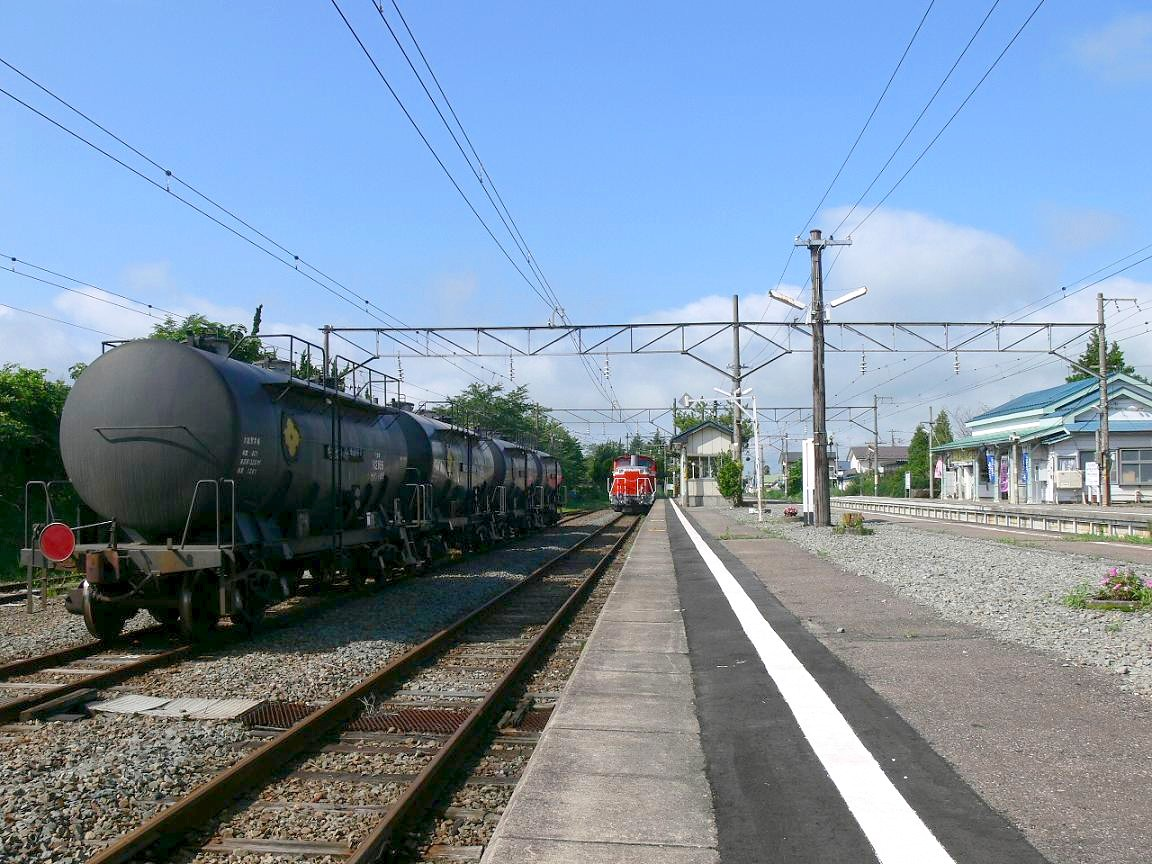
貨物運行時代のホーム。右手に焼失前の旧駅舎が見える。（2006年10月）

## 貨物取扱
現在、JR貨物の駅は車扱貨物の臨時取扱駅となっており、貨物列車の発着はない。貨物設備もなく、専用線も当駅には接続していない。
かつては、住友大阪セメント広田サービスステーションへ至る専用線が存在した。また、1980年代までは、三菱製鋼広田製作所への専用線も存在した。

## 利用状況
「福島県統計年鑑」によると、2000年度（平成12年度）- 2004年度（平成16年度）の1日平均乗車人員の推移は以下のとおりであった。
| 乗車人員推移       | 乗車人員推移     | 乗車人員推移 |
| 年度               | 1日平均 乗車人員 | 出典         |
| ------------------ | ---------------- | ------------ |
| 2000年（平成12年） | 238              | [ 11 ]       |
| 2001年（平成13年） | 241              | [ 12 ]       |
| 2002年（平成14年） | 227              | [ 13 ]       |
| 2003年（平成15年） | 224              | [ 14 ]       |
| 2004年（平成16年） | 211              | [ 15 ]       |

## 駅周辺
旧河沼郡河東町の中心に位置するため、駅前は住宅地となっている。駅前には小さいながらも駅前広場を有する。
- 会津若松市河東支所（旧・河東町役場）
- 広田郵便局
- 広田保育所
- 広田タクシー
- 會津藩校日新館
- やすらぎの郷会津村
- 十文字屋（食堂）
- 八葉寺
- 学校法人温知会仁愛福祉専門学校（介護福祉科）
- 会津若松市立河東学園小学校
- 会津若松市立河東中学校
- 会津若松市コミュニティプール「♪～る（おんぷ～る）」[16]
- 住友大阪セメント広田サービスステーション
- 三菱製鋼広田製作所
- マコト精機
- 福島県道33号会津坂下河東線
- 福島県道69号北山会津若松線
- 福島県道327号広田停車場線
- リオンドール河東店
- コメリ河東店

## バス路線
- 会津乗合自動車
  - 河東・湊線[17]：高坂／西若松駅東口 -「広田駅」停留所および「広田駅前」停留所に発着する。
  - 米代・河東線：島／米代二丁目 -「広田駅前」停留所に発着する。

## 隣の駅
東日本旅客鉄道（JR東日本）
■磐越西線
□快速「あいづ」
通過
□快速（一部列車のみ停車）・■普通
東長原駅 - 広田駅 - 会津若松駅